# Johann Ober
Johann Ober (* 9. Mai 1887 in Seekirchen am Wallersee, Salzburg; † 3. März 1968 ebenda) war ein österreichischer Politiker (Landbund, später ÖVP).

## Leben
Nach dem Besuch der Volksschule in Seekirchen arbeitete Ober ab 1907 als Knecht in der Landwirtschaft. 1916 übernahm er als Landwirt den Hof seiner Eltern. Diesen leitete er bis 1942.
Im April 1919 zog er als Abgeordneter der Landbunds in den Salzburger Landtag ein. Zunächst nur Abgeordneter zum Konstituierenden Landtag, wurde Ober im Mai 1922 auch Landtagsabgeordneter im noch heute bestehenden Landtag. Er blieb bis Mai 1924 Mandatar.
1926 wurde Ober zum Landesparteivorsitzenden des Salzburger Landbundes gewählt; in dieser Funktion war er bis 1934 tätig.
In der Zweiten Republik saß Ober von Dezember 1949 bis Juli 1959 knapp zehn Jahre als Mitglied der ÖVP im Bundesrat in Wien.
Johann Ober ist Ehrenbürger seiner Heimatgemeinde Seekirchen und wurde 1954 mit dem Titel Ökonomierat geehrt.